# Septfonds

Septfonds este o comună în departamentul Tarn-et-Garonne din sudul Franței. În 2009 avea o populație de 2.116 de locuitori.

## Evoluția populației
| An        | 1975  | 1982  | 1990  | 1999  | 2006  | 2009  |
| --------- | ----- | ----- | ----- | ----- | ----- | ----- |
| Populație | 1.605 | 1.579 | 1.731 | 1.860 | 2.039 | 2.116 |